# Abstrakce, stíny verandy
Abstrakce, stíny verandy, také známý jako Abstrakce, stíny verandy, Twin Lakes, Connecticut, je černobílá fotografie, kterou pořídil Paul Strand v roce 1916. Je to jedna z nejznámějších fotografií jeho rané fáze a ukazuje vliv kubismu a abstrakcionismu. Je považována za jednu z prvních abstraktních fotografií vůbec.

## Historie a popis
Strand strávil léto 1916 na chatě v Twin Lakes v Connecticutu. Strandův zájem a pochopení kubistické estetiky, „abstrakce prostřednictvím fragmentace, více úhlů pohledu a redukce lidí a předmětů na základní geometrii“, ho podle webu The Art Institute of Chicago přivedly k transformaci každodenních předmětů, jako je nábytek a nádobí, do děl abstraktního fotografického umění. V tomto případě Strand fotografoval kulatý stůl umístěný na verandě na terase. Opustil tradiční fotografickou perspektivu, stůl vypadá nakloněný a jeho použití světla, které vstupuje do oken terasy, vytváří stíny a působivé geometrické formy obrazu, včetně rovnoběžníků a velkého trojúhelníku vpravo.
Jeho kolega Alfred Stieglitz publikoval tuto fotografii ve svém časopise Camera Work a chválil ji jako „přímé vyjádření dneška“.

## Veřejné sbírky
Tisky fotografie jsou v několika muzeích, včetně Muzea moderního umění v New Yorku, Metropolitního muzea umění v New Yorku, Muzea umění ve Filadelfii, Institutu umění v Chicagu, Muzea umění v Houstonu, Galerie umění Yaleovy univerzity, Sanfranciského muzea moderního umění a Princeton University Art Museum.